# Carl Eric Lagerheim
Carl Eric Lagerheim, före adlandet Bergquist, född 28 juli 1742 i Stockholms stad, död i Jakobs församling i Stockholms län 21 december 1813, var en svensk friherre och ämbetsman.

## Biografi
Lagerheim var son till gravören och kopparstickaren Carl Bergqvist och hans hustru Gertrud Elisabeth Eckeroth. För att lätta sina fattiga föräldrars näringsbekymmer antog han tidigt en skrivartjänst hos en morbror, som var kronofogde, och erhöll genom dennes bemedling 1764 plats som extra kammarskrivare i kammarkollegium.
Han förflyttades därifrån till kammarrevisionen och slutligen till kommerskollegium, där han utnämndes till kamrerare i första kamrerarekontoret 1770. År 1772 befordrades till assessor i Handels- och manufakturdivisionen av kommerskollegium och insattes till ledamot i den kommission, som arbetade för att föreslå förbättrade tullagar.
Adlad 1777 antog han namnet Lagerheim och blev 1792 på en gång kommerseråd och ledamot i allmänna ärendenas beredning. Dessa utnämningar var en omedelbar följd av hans befattning som sekreterare i hemliga utskottet vid riksdagen i Gävle, vartill han av Gustav III utsågs, även om han inte till fullo delade kungens politiska åsikter. Strax efter att Gustav IV Adolf själv tillträtt regeringen, blev Lagerheim ledamot i den nya statsberedningen, och chef för statskontoret. År 1805 utnämndes han till president i statskontoret.
År 1807 upphöjdes han i friherrligt stånd och 1811 till serafimerriddare. 1799 hade han blivit ledamot i Kungliga Vetenskapsakademien, till vars förvaltning han uppgjorde en ny plan. Han hade för avsikt att göra det samma i Serafimerordensgillet, då han avled. Lagerheim var sedan 1771 gift med Anna Kristina Gerdes (1752-1812). I äktenskapet föddes sonen Gustaf Adolf Lagerheim.

## Bilder

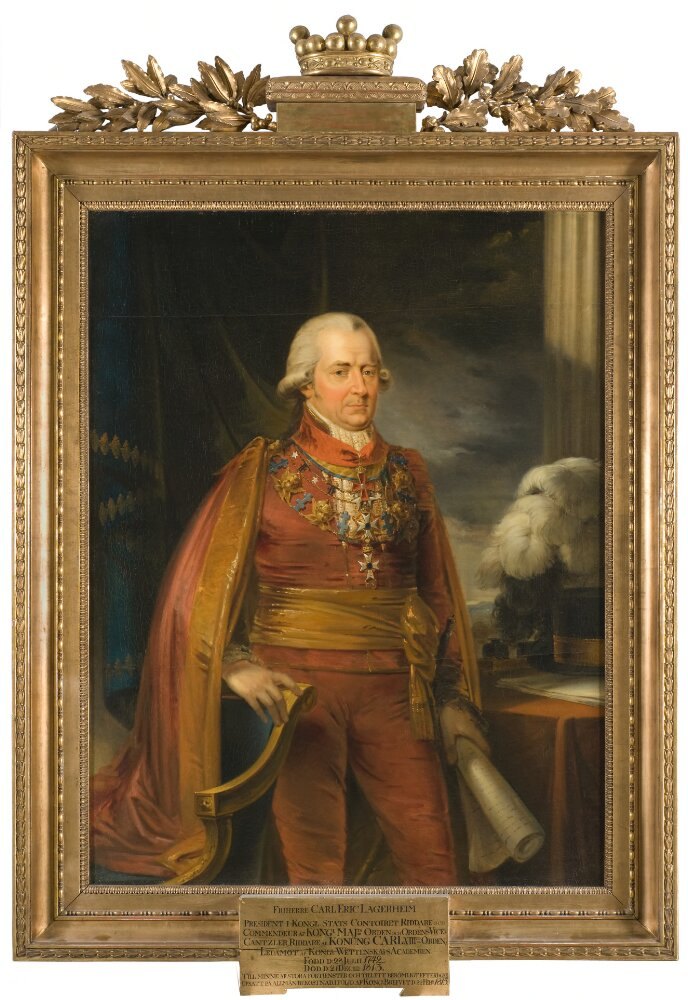
Lagerheim iklädd lilla serafimerdräkten samt bärandes runt halsen kedjorna för Serafimerorden och Nordstjärneorden. Han bär även Svärdsordens kommendörskors, samt riddartecknet av Carl XIII:s orden. Målning av Johan Gustaf Sandberg.